# (21050) Beck
(21050) Beck est un astéroïde de la ceinture principale.

## Description
(21050) Beck est un astéroïde de la ceinture principale. Il fut découvert le 10 octobre 1990 à Tautenburg par Lutz Dieter Schmadel et Freimut Börngen. Il présente une orbite caractérisée par un demi-grand axe de 2,75 UA, une excentricité de 0,19 et une inclinaison de 12,9° par rapport à l'écliptique.

## Compléments